# تو هم چنینی
مغالطه توسل به ریا، تناقض شخصی، تو هم چنینی، یا «خودت هم» (به لاتین: Tu quoque) یک مغالطه است که در آن ادعای یک شخص نادرست دانسته می‌شود به این دلیل که این ادعای انتقادی که او بیان کرده است بر خودش نیز وارد است یا ادعای او با آنچه که وی پیشتر گفته است ناسازگاری دارد. این مغالطه حالتی از مغالطه توسل به شخص است.
در این مغالطه، به جای توجه به سخن و ادله موافق و مخالف آن، به گوینده توجه شده و سعی می‌شود مورد نقضی در اعمال و رفتار گوینده یافت شود تا بدین‌سان هم خود گوینده و هم گفتارش تخطئه شود. این مغالطه به دو شکل رخ می‌دهد: یکی، بیشتر در جایی به کار می‌رود که کسی خطایی را به انسان تذکر می‌دهد و شخص در جواب او می‌گوید: «خودت هم مرتکب این خطا شده‌ای»؛ در حالی که جمع دو نادرست هرگز یک درست نمی‌شود. دیگر آن که سعی می‌کند برای نقد سخن کنونی شخص، مورد ناسازگاری از گفتار پیشین او بیابد و به او بگوید خودت هم این حرف را قبول نداری؛ زیرا موضع قبلی تو چیز دیگری بوده است؛ در حالی که باید دانست که موضع‌گیری‌های پیشین فرد هیچ تأثیر منطقی در درستی عقیده‌های امروزش ندارند، زیرا اولاً ممکن است شخص در عقیده‌های پیشینش تجدیدنظر کرده باشد. برای فهم درستی یک گزاره، باید آن گزاره را بررسی کرد، نه بیان‌کنندهٔ آن را.
ضرب‌المثل فارسی «دیگ به دیگ میگه روت سیاه» مبنی بر این مغالطه است.

## مغالطه
«برهان» تو هم چنینی به صورت زیر است:
1. الف ادعا می‌کند X درست است.
2. ب می‌گوید اعمال الف یا ادعاهای پیشین الف با درستی X ناسازگار است.
3. در نتیجه X نادرست است.